# Bobby Larios
Bobby Larios (ur. 1970 w Meksyku) – meksykański aktor telewizyjny, model i piosenkarz, znany w Polsce z telenowel Ścieżki miłości i Biały welon.
Urodził się jako jeden z pięciorga dzieci Marii de Jesus. W dzieciństwie doświadczył tragedii, kiedy jego siostra Alejandra zmarła na raka. Dorastał wraz z młodszym bratem. Debiutował na małym ekranie w swej pierwszej telenoweli Televisa Trzy kobiety (Tres mujeres, 1999) u boku Jorge’a Salinasa.
Na planie telenoweli Ścieżki miłości (Las Vías del amor, 2002) poznał kubańsko-meksykańską aktorkę Niurkę Marcos, wówczas żonę producenta telenoweli Juana Osorio. Spotykali się w tajemnicy aż 19 lutego 2004 roku, gdy wzięli ślub. Wyprowadzili się za miasto, by uciec od reporterów. Ze swojego nowego domu zaczęli jednak transmitować reality show Lo Veremos Todo con Niurka y Bobby (2004–2005), gdzie pojawił się także Emilio, syn Lariosa z pierwszego małżeństwa z Otilią Moralo. W dniu 28 czerwca 2006 roku Niurka i Bobby rozwiedli się. Mają dwoje dzieci – Kiko i Rominę. W połowie sierpnia 2006 roku zaczął publicznie pokazywać się z kubańską aktorką Ivelin Giro.

## Filmografia

### telenowele
- 2008: Amor comprado jako Hilario
- 2006: La Verdad oculta jako Marcos Rivera Muñoz
- 2003: Biały welon (Velo de novia) jako Beto
- 2001–2003: Mujer, casos de la vida real
- 2002: Klasa 406 (Clase 406) jako César
- 2002: Ścieżki miłości (Las Vías del amor) jako Julián de la Colina
- 2000: Mujeres engañadas jako Pedro
- 1999: Tres mujeres jako Mauro
- 1999: Mujeres engañadas jako Pedro

### programy TV
- 2005: Don Francisco zaprasza (Don Francisco presenta)
- 2004: El Escándalo del mediodía jako Gospodarz
- 2004: Cristina (El Show de Cristina)
- 2004: Don Francisco zaprasza (Don Francisco presenta)
- 2004: Big Brother (Big Brother VIP: México)